# King Street Capital Management
King Street Capital Management è una società statunitense globale di gestione degli investimenti fondata nel 1995.
Gestisce un capitale di circa 20 miliardi di dollari ed occupa la tredicesima posizione al mondo tra i Fondi speculativi assieme alla Avenue Capital Group.
Gli investimenti sono focalizzati in particolare su aziende in difficoltà oltreché nel mercato delle azioni, delle obbligazioni, degli scambi di valuta, warrant ed opzioni.
I fondatori sono Brian J. Higgins e Francis Biondi Jr.